# NexTView
NexTView war eine elektronische Programmzeitschrift für das analoge Fernsehsignal, wobei bei der digitalen Fernsehübertragung (DVB) die NexTView-Daten ebenso übertragen werden konnten. Das Übertragungsprotokoll basiert auf dem Videotextsignal, allerdings werden nicht vorformatierte Textseiten, sondern Binärdaten übertragen.
Zusätzlich zum Titel und einer kurzen Beschreibung wurden die Sendungen noch in verschiedene Kategorien (beispielsweise Spielfilm oder Science-Fiction; empfohlenes Alter zwischen sechs und zwölf usw.) eingeteilt und konnten danach durchsucht werden. Über einen NexTView-Kanal wurden die EPG-Daten mehrerer Sender gleichzeitig als Paket übertragen. Zur Aktualisierung mussten diese Kanäle mit NexTView-Dienst (zumindest im Hintergrund) eingestellt werden, bis die Daten vollständig empfangen waren.
Die Open-Source-Software nxtvepg ermöglichte es, NexTView auch auf einem PC zu empfangen.
Einige Hersteller von Geräten mit denen NexTView empfangen werden konnte: Grundig, Loewe, Metz, Philips, Sony, Thomson, Quelle Universum.
Von 1997 bis Oktober 2013 wurde NexTView auf den Kanälen des Schweizer Fernsehens verbreitet sowie auf französischsprachigen Sendern, deren Teletext-Angebote vom Schweizer Fernsehen (SwissText) aus betreut wurden (TV5, M6, Canal+). TV5 Monde Europe und TV5 Monde France Belgique Suisse haben die Übertragung bereits am 9. Juli 2013 eingestellt, beziehungsweise keine Daten mehr aktualisiert. Der Vertrag mit der Schweizerischen Teletext AG, die das gesamte Teletext-Angebot von TV5 betreut hatte, wurde gekündigt, um die Sendekapazitäten für andere Zwecke zu nutzen.
In Deutschland war der Dienst mit Unterbrechungen auf kabel eins empfangbar. NexTView sollte von kabel eins laut einem Abschalthinweis in den Programmdaten bereits im Dezember 2010 abgeschaltet werden, wurde aber mit unverändertem Hinweis bis 2012 weiterhin übertragen. Ein weiterer Anbieter war RTL2 bis 2006. Als deren Teletext noch von SwissText betreut wurde,  boten auch Euronews (bis 2004) und 3sat (bis 2003) NexTView an.
Der danach einzig verbliebene Dienst des Schweizer Fernsehens wurde zum 31. Oktober 2013 eingestellt, da der NexTView-Dienst, dessen Bedeutung für die Zuschauer stark zurückgegangen war, im Zuge der Modernisierung der Sendeanlagen der SRG nicht fortgeführt werden sollte.
Alte, rein analoge Geräte, die NexTView nutzen (Loewe, Sony, Fast TVServer), haben nun keinen EPG mehr bzw. können nicht mehr programmiert werden. Digitale Satellitenempfänger bieten den digitalen DVB-EIT als Ausweichmöglichkeit, auch wenn daran eines der oben erwähnten alten Geräte angeschlossen ist. Programmierfunktionen solcher Altgeräte, beispielsweise zur Aufnahmesteuerung, funktionieren damit nicht.